# Odznaka honorowa za Zasługi dla Komunikacji Elektronicznej
Odznaka honorowa za Zasługi dla Komunikacji Elektronicznej – polskie odznaczenie resortowe, ustanowione 27 kwietnia 2022 rozporządzeniem Rady Ministrów jako zaszczytne honorowe wyróżnienie.

## Zasady nadawania
Odznaka może być nadawana:
- obecnym i byłym pracownikom działu administracji rządowej – informatyzacja, realizującym zadania na rzecz rozwoju komunikacji elektronicznej, w tym telekomunikacji, lub rozwoju usług świadczonych drogą elektroniczną,
- obecnym i  byłym pracownikom jednostek organizacyjnych związanych z  rozwojem komunikacji elektronicznej, w tym telekomunikacji, lub rozwojem usług świadczonych drogą elektroniczną,
- obecnym i byłym pracownikom lub członkom innych jednostek organizacyjnych, organizacji zawodowych, związkowych i społecznych działających dla rozwoju komunikacji elektronicznej, w tym telekomunikacji, lub rozwoju usług świadczonych drogą elektroniczną,
- innym osobom szczególnie zasłużonym dla rozwoju komunikacji elektronicznej, w tym telekomunikacji, lub rozwoju usług świadczonych drogą elektroniczną

– w uznaniu ich zasług dla rozwoju komunikacji elektronicznej, w tym telekomunikacji, lub rozwoju usług świadczonych drogą elektroniczną, zwłaszcza w zakresie wprowadzania nowych rozwiązań i innowacji technicznych, prac badawczych, wdrażania najnowszych osiągnięć techniki, oraz w uznaniu ich wieloletniej, nienagannej i sumiennej pracy.
Odznakę nadaje minister właściwy do spraw informatyzacji, z własnej inicjatywy lub na wniosek:
- ministra lub kierownika urzędu centralnego;
- organu podległego ministrowi właściwemu do spraw informatyzacji lub nadzorowanego przez tego ministra;
- kierownika jednostki organizacyjnej podległej ministrowi właściwemu do spraw informatyzacji lub nadzorowanej przez tego ministra;
- terenowego organu administracji rządowej lub organu jednostki samorządu terytorialnego;
- organu statutowego organizacji pozarządowej działającej w obszarze rozwoju komunikacji elektronicznej, w tym telekomunikacji, lub rozwoju usług świadczonych drogą elektroniczną;
- kierownika jednostki organizacyjnej działającej w obszarze rozwoju komunikacji elektronicznej, w tym telekomunikacji, lub rozwoju usług świadczonych drogą elektroniczną.

Odznaka może być nadana tej samej osobie fizycznej tylko raz.
Odznakę wręcza minister właściwy ds. informatyzacji lub osoba przez niego upoważniona. W uzasadnionych przypadkach odznaka może zostać wręczona korespondencyjnie.

## Insygnia
Odznakę stanowi okrągły medal o średnicy 36 mm wykonany z metalu w kolorze srebra, z wrzecionowatym uszkiem i  kółkiem do zawieszenia. Na licowej stronie odznaki (awers) znajduje się wizerunek orła ustalony dla godła Rzeczypospolitej Polskiej okolony cieniowanym elementem nawiązującym do symbolu komunikacji elektronicznej. Wzdłuż dolnej krawędzi medalu umieszczony jest gładki majuskułowy napis ZA ZASŁUGI DLA KOMUNIKACJI ELEKTRONICZNEJ. Tło, które stanowi słowo „komunikacja” zapisane w kodzie binarnym, jest w cieniowanych kolorach srebra. Na odwrotnej stronie odznaki (rewers) znajdują się gładkie majuskułowe litery RP umieszczone na środku medalu. Tło, które stanowi słowo „komunikacja” zapisane w kodzie binarnym, ma formę dwóch stykających się płaszczyzn symbolizujących dwa obszary – telekomunikacji i usług świadczonych drogą elektroniczną.
Odznaka jest zawieszona na wstążce w kolorze granatowym o szerokości 38 mm z białym prążkiem o szerokości 3 mm wzdłuż prawego i lewego brzegu oraz białym i czerwonym prążkiem o szerokości 3 mm każdy przechodzącymi przez środek, odzwierciedlającymi barwy polskiej flagi.
Odznakę nosi się na lewej stronie piersi, po orderach i odznaczeniach.